# Lista över isotoper i period 1
Detta är en lista över isotoper till grundämnen i den första perioden.
En översikt över alla andra isotoper finns i huvudartikeln Lista över isotoper. Det finns även en nuklidkarta som utgör en tvådimensionell grafisk layout över nukliderna.

## 0,Neutron(n)
| Nuklid                        | Z | N | Massa (u)         | Halveringstid | ST (%) | SE (MeV) | SP | Spinn | Förekomst (%) |
| ----------------------------- | - | - | ----------------- | ------------- | ------ | -------- | -- | ----- | ------------- |
| 1n                            | 0 | 1 | 1,00866491585(49) | 613,9 s       | β−     | 0,78233  |    | ½+    |               |
| Denna tabell: visa • redigera |   |   |                   |               |        |          |    |       |               |

## 1,Väte(H)
| Nuklid                        | Z | N | Massa (u)         | Halveringstid     | ST (%) | SE (MeV) | SP     | Spinn | Förekomst (%) |
| ----------------------------- | - | - | ----------------- | ----------------- | ------ | -------- | ------ | ----- | ------------- |
| 1H / P (Protium)              | 1 | 0 | 1,00782503207(10) | Stabil            | Stabil | Stabil   | Stabil | ½+    | 99,9885(70)   |
| 2H / D (Deuterium)            | 1 | 1 | 2,0141017778(4)   | Stabil            | Stabil | Stabil   | Stabil | 1+    | 0,0115(70)    |
| 3H / T (Tritium)              | 1 | 2 | 3,0160492777(25)  | 12,33 a           | β−     | 0,01861  | 3He    | ½+    | 10−15         |
| 4H                            | 1 | 3 | 4,02781(11)       | 9,93696 × 10−23 s | n      | 4,6(9)   | 3H     | 2−    |               |
| 5H                            | 1 | 4 | 5,03531(11)       | 8,01930 × 10−23 s | n      |          | 3H     | (½+)  |               |
| 6H                            | 1 | 5 | 6,04494(28)       | 3,265 × 10−22 s   | n      | 1,6(4)   | 2H     | (2−)  |               |
| 7H                            | 1 | 6 | 7,05275(108)#     | 2,3(6) × 10−23 s  | n      | 20,(5)   | 3H     | (½+)  |               |
| Denna tabell: visa • redigera |   |   |                   |                   |        |          |        |       |               |

## 2,Helium(He)
| Nuklid                        | Z | N | Massa (u)        | Halveringstid   | ST (%)                | SE (MeV) | SP      | Spinn  | Förekomst (%) |
| ----------------------------- | - | - | ---------------- | --------------- | --------------------- | -------- | ------- | ------ | ------------- |
| 2He (Diproton)                | 2 | 0 | 2,015894(2)      |                 | p (> 99,99 %)         |          | 2 1H    | 0+     |               |
| 2He (Diproton)                | 2 | 0 | 2,015894(2)      | β+ (< 0,01 %)   |                       | 2H       |         | 0+     |               |
| 3He                           | 2 | 1 | 3,0160293191(26) | Stabil          | Stabil                | Stabil   | Stabil  | ½+     | 0,000134      |
| 4He                           | 2 | 2 | 4,00260325415(6) | Stabil          | Stabil                | Stabil   | Stabil  | 0+     | 99,999866     |
| 5He                           | 2 | 3 | 5,01222(5)       | 7,618 × 10−22 s | n                     | 0,89     | 4He     | 3⁄2−   |               |
| 6He                           | 2 | 4 | 6,0188891(8)     | 806,7 ms        | β− (99,99 %)          | 3,508    | 6Li     | 0+     |               |
| 6He                           | 2 | 4 | 6,0188891(8)     | 806,7 ms        | β− + α (2,8 × 10−4 %) |          | 4He, 2H | 0+     |               |
| 7He                           | 2 | 5 | 7,028021(18)     | 2,857 × 10−21 s | n                     | 0,44     | 6He     | (3⁄2)− |               |
| 8He                           | 2 | 6 | 8,033922(7)      | 119 ms          | β− (83,1 %)           | 10,658   | 8Li     | 0+     |               |
| 8He                           | 2 | 6 | 8,033922(7)      | 119 ms          | β− + n (16 %)         | 8,619    | 7Li     | 0+     |               |
| 8He                           | 2 | 6 | 8,033922(7)      | 119 ms          | β− + fission (0,9 %)  |          | 5He, 3H | 0+     |               |
| 9He                           | 2 | 7 | 9,04395(3)       | 1,5 × 10−21 s   | n                     | 1,15     | 8He     | ½(−#)  |               |
| 10He                          | 2 | 8 | 10,05240(8)      | 2,7 × 10−21 s   | 2n                    | 0,3      | 8He     | 0+     |               |
| Denna tabell: visa • redigera |   |   |                  |                 |                       |          |         |        |               |